# هولي ويلوبي
هولي ويلوبي (بالإنجليزية: Holly Willoughby)‏ هي عارضة ومقدمة تلفزيونية بريطانية، ولدت في 10 فبراير 1981 في برايتون في المملكة المتحدة لبريطانيا العظمى وأيرلندا.

## وصلات خارجية
- الموقع الرسمي
- هولي ويلوبي على موقع IMDb (الإنجليزية)
- هولي ويلوبي على موقع قاعدة بيانات الفيلم (الإنجليزية)